# Jassosqualus sexspinosa
Jassosqualus sexspinosa är en insektsart som beskrevs av Dietrich 2004. Jassosqualus sexspinosa ingår i släktet Jassosqualus och familjen dvärgstritar. Inga underarter finns listade i Catalogue of Life.